# Cayabeus perlatus
Cayabeus perlatus is een hooiwagen uit de familie Cranaidae.